# Дуэ, Брижитт
Брижитт Дуэ (фр. Brigitte Douay; род. 24 февраля 1947, Париж) — французский политический и государственный деятель, депутат Европарламента на выборах 2004 года. Член Социалистической партии, которая входит в состав Партии европейских социалистов, и входит в комитет по бюджетам.
Председатель Комитета по региональному развитию, член делегации по связям с Японией и заместитель делегации в Объединённом парламентском комитете Евросоюз—Мексика.

## Биография
Родилась 24 февраля 1947 году в Париже. В 1968 году получила степень в области литературы в Институте политических исследований. С 1971 года работала учителем. Несколько лет работала журналистов. В 1977—1981 годах работала пресс-секретарём Пьера Моруа, до своего премьерства исполнял обязанности мэра города Лилль. До 1984 года была пресс-атташе премьер-министра Франции Пьера Моруа. С 1997 по 2002 год член Национального собрания Франции. С 2003 по 2004 годы была директором по коммуникациям Фонда Жан-Жореса.
До 1997 года работала специалистом связи с общественностью в областной администрации, а после в конгресс-центре. В 2004—2010 годах избиралась в городской совет Камбре и в региональный совет административного района Франции Нор — Па-де-Кале.